# Confinement (mesure sanitaire)
Cet article concerne le confinement des populations. Pour le confinement dans les laboratoires biologiques, voir Confinement (biologie). Pour les autres significations, voir Confinement.

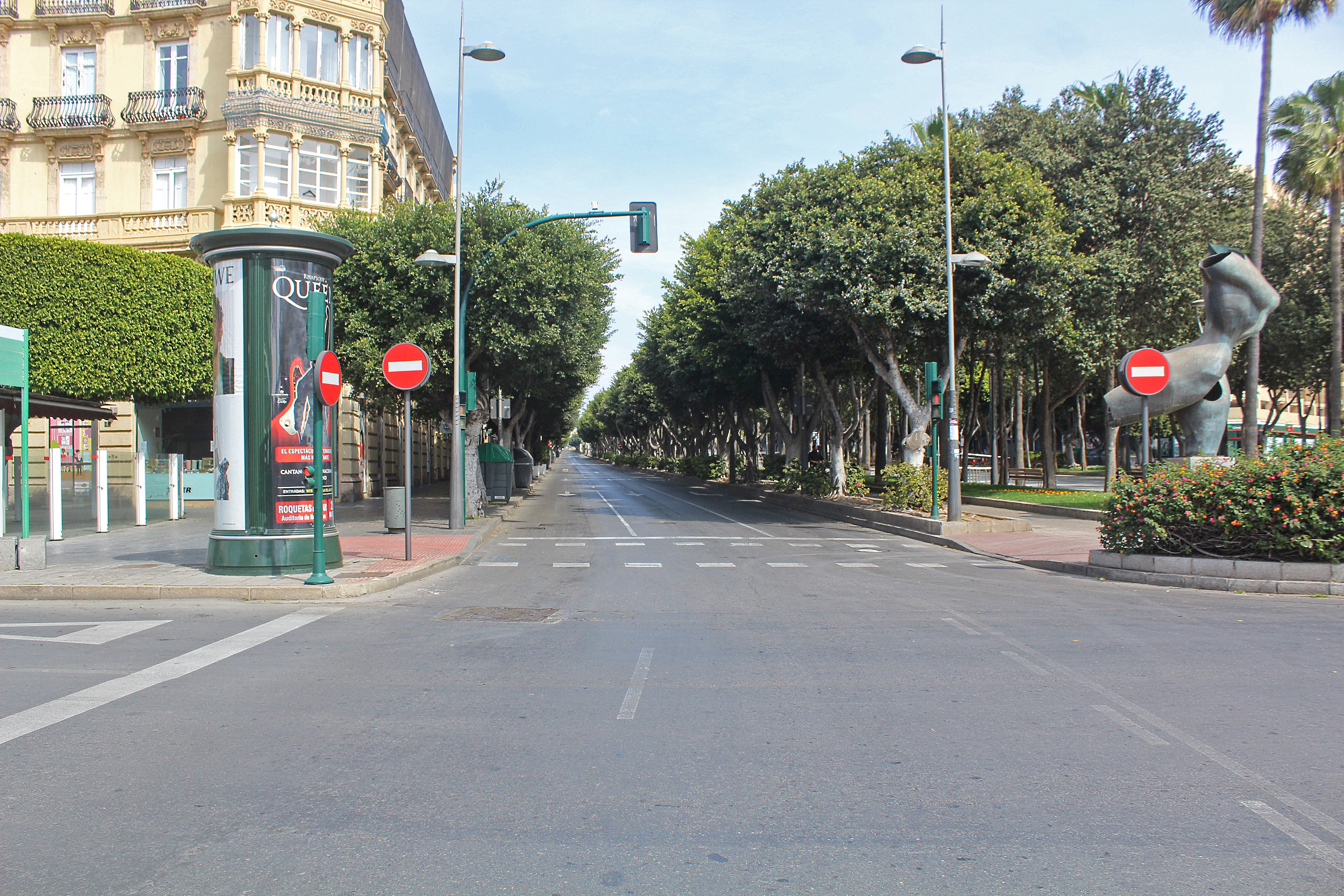
Rues désertes à Almería, pendant le confinement de 2020 en Espagne.

Le confinement est une stratégie de réduction des risques sanitaires qui oblige, sous peine de sanctions économiques ou pénales, une population à rester dans son logement ou dans un lieu spécifique. Le confinement sanitaire est parfois utilisé en cas d'épidémie de maladie infectieuse (notamment les maladies infectieuses émergentes) pour limiter les contacts entre personnes et donc la propagation d'une contagion.
Lors de la pandémie de Covid-19, le terme est massivement employé pour désigner l'ensemble des mesures d'hygiène et de distanciation physique, dites « barrières », présentées comme des mesures distinctes du concept de confinement, définies au niveau international, national et local dans les différents territoires concernés par la crise sanitaire.
À la fin de la période du confinement s'ouvre celle du déconfinement, néologisme créé à cette occasion.

## Usage du mot
Avant la crise sanitaire de 2019-2021, le terme de « distanciation physique » est privilégié dans les études en langue française dédiées aux mesures de prévention d'une pandémie de maladie infectieuse concernant des populations entières,,. Le terme de confinement est alors réservé à des mesures qui touchent individuellement les personnes ou des groupes réduits, par exemple en cas d’accident chimique ou nucléaire, y compris dans les textes rédigés par l'Organisation mondiale de la santé.
Les termes génériques employés en anglais pour définir les mesures concernant des populations entières sont « stay-at-home order» et « lockdown», ce dernier a un sens plus large et peut désigner un bouclage de quartier, ou la fermeture d'un espace aérien, comme celui qui a eu lieu à la suite des attaques du 11 septembre 2001. On l'emploie parfois dans l'aire francophone pour désigner le blocage ou la fermeture complète d'une ville ou d'un quartier ; il est alors surtout employé pour nommer des mesures faisant suite à des attentats terroristes, comme au moment du « Lockdown de Bruxelles » de novembre 2015. C'est la raison pour laquelle, le gouvernement belge n'emploie, dans un premier temps, ni le mot « confinement » ni le mot « lockdown » pour désigner les mesures entreprises au début de la crise sanitaire de 2020.
Lors des mesures de protection contre la Covid-19 prises en France à partir du 20 mars 2021, le président Emmanuel Macron considère que le mot confinement ne leur est pas adapté.

## Objectif

Aplatir la courbe pour ne pas atteindre les limites de prise en charge hospitalière.

L'objectif majeur poursuivi par une mesure de confinement est de préserver la capacité de prise en charge des patients par les hôpitaux en diminuant la vitesse de propagation d'un agent pathogène au sein de la population. Ces mesures permettent ainsi d’aplatir la courbe exponentielle observée au début d'une épidémie pour maintenir son évolution à un niveau absorbable par les services de santé en général et les unités de soins intensifs en particulier,.

## Mesures
Les autorités et les responsables de la santé publique peuvent adopter trois stratégies de confinement, :
- l'isolement, qui consiste en la séparation des personnes infectées ou malades de la population générale : isolement des particuliers à domicile, appelé aussi auto-confinement ; isolement collectif qui consiste en une mise à l'écart de plusieurs individus (comme dans les léproseries médiévales, les lazarets, ou dans des centres de confinement[14]) ;
- la quarantaine individuelle ou collective, qui est la mise à l'écart pendant une période déterminée – réputée supérieure à la durée d'incubation – de personnes en cas de suspicion de maladie (parfois le terme est employé pour désigner le confinement de personnes potentiellement contaminantes) ;
- des mesures de distanciation physique, ce qui recouvre des restrictions supplémentaires de liberté de circulation (instauration de cordons sanitaires, de couvre-feux) et des restrictions de rassemblement. Elles peuvent conduire au confinement d'individus ou de groupes en bonne santé (auto-confinement de la population) qui ont été potentiellement exposés à un agent en cas de flambée épidémique[15] (confinement local, autour des foyers d'infection, ou confinement général ; confinement partiel ou confinement total[16]).

## Effets

### Sur le plan de la santé
Au-delà des effets sanitaires recherchés, le confinement peut avoir des effets secondaires bénéfiques ou indésirés sur les comportements ou le mode de vie.
- troubles visuels : fatigabilité visuelle, céphalées (maux de tête) d’origine visuelle dus à l'augmentation du temps passé devant un écran[17].
- troubles musculosquelettiques rachidiens (colonne vertébrale) en raison du fait, qu'en cas de télétravail, les équipements à la maison ne seraient pas souvent aussi ergonomiques qu'en entreprise[17].
- risques de surcharge pondérale, due à la sédentarité et le grignotage subséquent[17].

Selon Stéphane Gayet, infectiologue, les confinements de 2020 liés à la pandémie de Covid-19 « ont confirmé ce que l’on savait pertinemment : la sédentarité augmente les risques de surcharge pondérale, de diabète de type 2, d'hypertension artérielle, d'infarctus du myocarde, d'accident vasculaire cérébral, d'embolie pulmonaire, de cancer ». L'augmentation constatée de la consommation d’alcool aurait également induit celle d'actes de violence et autres actes délictueux. Il considère ainsi que « la sédentarité et l’isolement de l’être humain lui sont délétères (néfastes à sa santé) à bien des égards ».
- Répercussions psychologiques : une enquête internationale en ligne (ECLB-COVID19) a été lancée le 6 avril 2020 pour élucider l'impact des restrictions du COVID-19 sur la santé mentale et le bien-être émotionnel. Le confinement à domicile COVID-19 a eu un effet négatif à la fois sur le bien-être mental et sur l'humeur et les sentiments. Les résultats du questionnaire sur l'humeur et les sentiments ont montré une augmentation du nombre de personnes (+ 10 %) présentant des symptômes dépressifs pendant le confinement à domicile[18].

### Sur le plan social
Dans le cadre de la sécurité routière, dans des pays de l'Union européenne, un confinement peut réduire le trafic routier et les accidents causés par ce dernier, et il peut également mener à une augmentation des vitesses pratiquées et du nombre d'excès de vitesse. Ainsi, en avril 2020, la mortalité routière a baissé de 36 % dans l'Union européenne dont une baisse de 84 % en Italie comparé à avril 2019. En Belgique, Espagne, France et Grèce, la baisse de mortalité routière a été supérieure à 59 %. Alors que la diminution du trafic conduit plutôt à une réduction de la mortalité routière, certaines preuves montrent qu'elle peut aussi mener à une hausse des vitesses pratiquées qui aggrave les conséquences des accidents augmentant le risque mortel. Des augmentations de vitesse ont notamment été observées au Danemark, en France, en Estonie, en Espagne et au Royaume-Uni.

### Sur le plan scolaire
Le confinement a des conséquences sur l'apprentissage et accentue les inégalités scolaires. Il favorise le décrochage scolaire, et d'autant plus chez les élèves issus de milieux défavorisés.
La fermeture des écoles a en outre radicalement modifié l’écosystème dans lequel l’enfant évolue, entraînant des inégalités dans leur apprentissage, tout particulièrement pour ceux en situation de handicap ou défavorisés. On estime ainsi que 4 % des élèves, soit 500 000 enfants, sont « décrocheurs ». Il y a eu un « effet Covid » sur les résultats scolaires. En effet, une baisse des résultats des élèves notamment en français et en maths a été observée.
Une enquête menée par Pascale Haag et publiée le 29 avril 2020 qui portait sur le regard des élèves pendant le confinement n'a pas mis en évidence de différence significative entre les filles et garçons en ce qui concerne les ressentis vis-à-vis à l'apprentissage à distance.

#### Un environnement défavorable
Premièrement, une grande majorité de la population française, 94 %, est restée dans son logement lors du confinement. De plus, les Français sont en moyenne confinés dans 95,8 m2 avec 2,6 occupants. Ainsi le peu d’espace dans lequel une grande majorité de la population a été confinée a eu des conséquences sur l'apprentissage de nombreux élèves. En conséquence, de nombreux élèves ne disposaient pas, et ne disposent pas en ce moment, d’un espace privé, calme dans lequel ils peuvent travailler.

##### Une disposition à l'enseignement virtuel différente d'une école à l'autre
De plus, la plupart des pays n’étaient cependant « pas prêts » à faire la bascule vers l’enseignement à distance. L’Organisation de coopération et de développement économiques (OCDE) cite ainsi son enquête Talis de 2018, où 18 % des enseignants, des 38 pays étudiés, déclarent un fort besoin de formation sur les outils numériques.

##### Une disposition au matériel numérique différente d'un établissement à un autre
L'accès aux matériels et à la connexion internet permettant l'enseignement virtuel est inégalitaire.
En effet, 50 % de la population mondiale n’a pas accès à un ordinateur ni à internet, et les élèves issus de milieux socio-économiques défavorisés, ont encore moins de chance d’y avoir accès. De plus, 36 % des français aux revenus les plus faibles n'ont pas d'ordinateur à la maison.
On peut également constater une inégalité d'accès au réseau internet : 15 % des étudiants dans les Outre-mer ont accès à la fibre, contre 85 % des Parisiens. On note donc également une inégalité entre la métropole et les territoires d'Outre-Mer français.

#### Une compétence faible dans le maniement des ordinateurs et outils numériques
A été constaté qu'il y a beaucoup de jeunes qui ont un niveau très faible de compétence dans le domaine numérique. 43 % des jeunes français ont des compétences faibles dans le maniement des ordinateurs et des outils numériques.

## Pandémie de Covid-19

### Espagne
Le confinement de la population espagnole désigne l'ensemble des mesures d'hygiène et de distanciation sociale, dites « barrières », définies au niveau national et local en réponse à la pandémie de Covid-19 en Espagne.
Il est ordonné par le gouvernement espagnol à compter du 15 mars 2020 dans le cadre des mesures d'urgence (état d'alerte) pour lutter contre l'épidémie de coronavirus dans le pays,. Tous les habitants sont tenus de rester dans leur logement, sauf pour acheter de la nourriture et des médicaments, travailler ou se rendre aux urgences,. Les restrictions de la quarantaine ont rendu obligatoire la fermeture temporaire des magasins et des entreprises « non essentiels », y compris les bars, restaurants, cafés, cinémas, commerces et commerces de détail. 
L'annonce est intervenue après une augmentation significative du nombre de cas confirmés de COVID-19 en Espagne, passant de 3 146 cas à 5 232 cas dans la journée du 13 mars 2020. 

### France
Dans le cadre de la pandémie de Covid-19 survenue en 2020, l'interdiction de déplacement en France — vulgarisée dans les médias par les expressions « confinement de la population », « confinement national », ou « confinement partiel » — est une mesure sanitaire mise en place par le gouvernement français à trois reprises afin de freiner la diffusion du coronavirus 2019 en France :
1. du 17 mars au 11 mai 2020 non inclus, soit 1 mois et 25 jours ;
2. du 30 octobre au 15 décembre 2020 non inclus, soit 1 mois et 15 jours ;
3. du 3 avril au 3 mai 2021 non inclus, soit 28 jours.

Elle s'insère plus globalement dans un ensemble de politiques de restrictions des contacts humains et des déplacements en réponse à la pandémie de Covid-19 en France.
Après une campagne sanitaire de recommandation des « gestes barrières » hygiéniques et de distanciation physique, la décision d'un premier confinement au niveau national est annoncée au soir du 16 mars 2020 par le président de la République, Emmanuel Macron, lors d'une adresse à la nation. Il indique à plusieurs reprises que la France est en « guerre » contre la Covid-19, alors que le pays, au « stade 3 » des mesures sanitaires gouvernementales, est en pleine expansion épidémique.

### Italie
Le confinement de 2020 en Italie désigne l'ensemble des mesures d'hygiène et de distanciation physique, dites « barrières », définies au niveau national et local en réponse à la pandémie de Covid-19 en Italie.

### Royaume-Uni
Le confinement de la population britannique (en anglais : lockdown in the United Kingdom) désigne l'ensemble des mesures d'hygiène et de distanciation sociale, dites « barrières », définies au niveau national et local en réponse à la pandémie de Covid-19 au Royaume-Uni.
Il est ordonné par le gouvernement britannique à travers le Premier ministre Boris Johnson à compter du 23 mars 2020 pour une durée initiale de trois semaines dans le cadre des mesures d'urgence (état d'urgence) pour lutter contre la pandémie de Covid-19 au Royaume-Uni.

## Dans la fiction

### Littérature
- Edward Morgan Forster, La machine s'arrête, 1909
- Isaac Asimov, Face aux feux du soleil, 1956 lors de la description de la planète Solaria dont les conséquences sont abordées dans Terre et Fondation, 1986
- Jean-Michel Truong, Le Successeur de pierre, 1999
- Adèle Tariel, Nos jours perdus : chroniques adolescentes d'une pandémie qui n'en finit pas[37], Magnard jeunesse, 2022

### Films et téléfilms
- Dany Boon, 8 Rue de l'Humanité, film de 2021 sur Netflix
- Jérôme Bonnell, À la joie[38], téléfilm, France, 2024